# Атмосфера

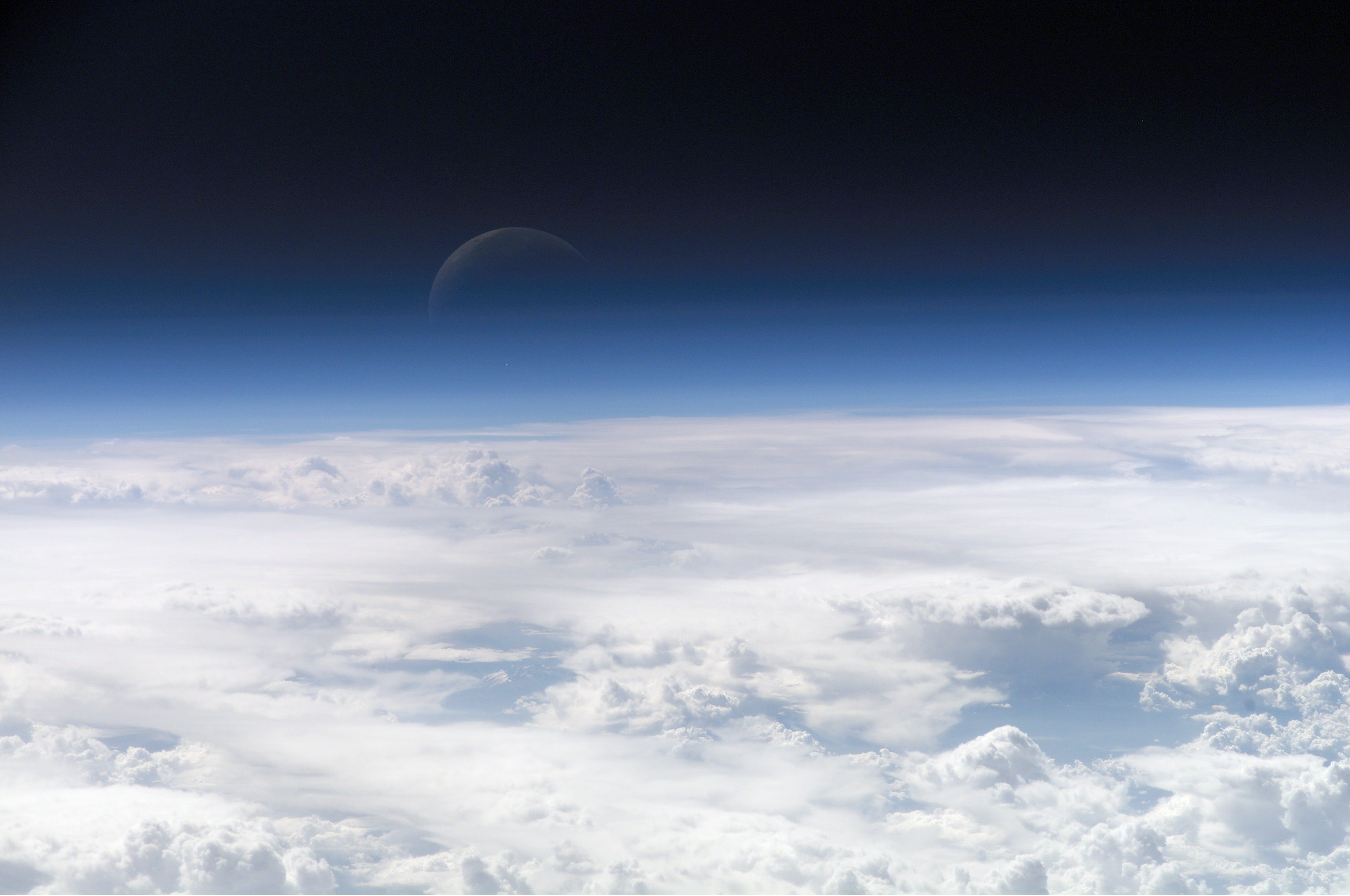
Атмосферные газы Земли рассеивают синие длины волн лучше других, поэтому если смотреть из космоса, то вокруг нашей планеты имеется голубое гало, а если смотреть с Земли, то видно голубое небо.

Атмосфе́ра (от др.-греч. ἀτμός — «пар» и σφαῖρα — «сфера») — газовая оболочка небесного тела, удерживаемая около него гравитацией. Поскольку не существует резкой границы между атмосферой и межпланетным пространством, то обычно атмосферой принято считать область вокруг небесного тела, в которой газовая среда вращается вместе с ним как единое целое. Толщина атмосферы некоторых планет, состоящих в основном из газов (газовые планеты), может быть очень большой.
Атмосфера Земли содержит кислород, используемый большинством живых организмов для дыхания, и диоксид углерода, потребляемый растениями и цианобактериями в процессе фотосинтеза. Атмосфера также является защитным слоем планеты, защищая её обитателей от солнечного ультрафиолетового излучения и метеоритов.
Атмосфера есть у всех массивных тел — газовых гигантов, в Солнечной системе — у планет земной группы, кроме Меркурия. 

## Атмосферное давление
Атмосферное давление — это физическая величина, численно равная силе, действующей в атмосфере на единицу площади поверхности перпендикулярно этой поверхности. Атмосферное давление создаётся гравитационным притяжением воздуха к планете. В Международной системе единиц (СИ) давление измеряется в паскалях, в средствах массовой информации давление атмосферы характеризуется также в миллиметрах ртутного столба. При «нормальных условиях», согласно Международной стандартной атмосфере, давление воздуха на среднем уровне моря при температуре 15 °C принято равным 101325 Па или 760 мм рт. ст. Давление атмосферы уменьшается с высотой в соответствии с барометрической формулой.

## Состав атмосферы
Начальный состав атмосферы планеты обычно зависит от химических и температурных свойств Солнца в период формирования планет и последующего выхода внешних газов. Затем состав газовой оболочки эволюционирует под действием различных факторов.
Атмосферы Венеры и Марса в основном состоят из диоксида углерода с небольшими добавлениями азота, аргона, кислорода и других газов. Земная атмосфера в большой степени является продуктом живущих в ней организмов, так почти весь кислород появился в ней в результате кислородной революции. Состав атмосферы Земли (по объёму сухого воздуха): 78,08 % азота, 20,95 % кислорода, 0,934 % аргона, 0,034 — 0,042 % диоксида углерода и небольшое количество водорода, гелия, других благородных газов и загрязнителей; количество водяного пара сильно зависит от широты и колеблется от 0,2 до 2,5 %,
Низкотемпературные газовые гиганты — Юпитер, Сатурн, Уран и Нептун — могут удерживать газы с низкой молекулярной массой — водород и гелий.
Высокотемпературные газовые гиганты, такие как Осирис или 51 Пегаса b, наоборот, не могут её удержать и молекулы их атмосферы рассеиваются в пространстве. Этот процесс протекает медленно, постоянно.

## Список атмосфер небесных тел Солнечной системы
| - Атмосфера Меркурия - Атмосфера Венеры - Атмосфера Земли - Атмосфера Луны | - Атмосфера Марса - Атмосфера Юпитера - Атмосфера Ио - Атмосфера Европы - Атмосфера Ганимеда - Атмосфера Каллисто | - Атмосфера Сатурна - Атмосфера Энцелада - Атмосфера Титана - Атмосфера Реи | - Атмосфера Урана - Атмосфера Нептуна - Атмосфера Тритона - Атмосфера Плутона |